# Utajená svatba
Utajená svatba (v anglickém originále Love Is All There Is) je americká filmová komedie z roku 1996. Režisérem filmu je duo Joseph Bologna a Renée Taylorová. Hlavní role ve filmu ztvárnili Lainie Kazan, Joseph Bologna, Barbara Carrera, Renée Taylorová a William Hickey.

## Obsazení
| Lainie Kazan    | Sadie Capomezzo |
| Joseph Bologna  | Mike Capomezzo  |
| Barbara Carrera | Maria Malacici  |
| Renée Taylorová | Mona            |
| William Hickey  | monsignor       |
| Dick Van Patten | Dr. Rodino      |
| Abe Vigoda      | Rudy            |
| Connie Stevens  | Miss Deluca     |
| Paul Sorvino    | Piero Malacici  |
| Angelina Jolie  | Gina Malacici   |